# Єзьожець
Єзьожець (пол. Jeziorzec) — село в Польщі, у гміні Жечиця Томашовського повіту Лодзинського воєводства.
Населення — 110 осіб (2011).
У 1975-1998 роках село належало до Пйотрковського воєводства.

## Демографія
Демографічна структура станом на 31 березня 2011 року:
|          | Загалом | Допрацездатний вік | Працездатний вік | Постпрацездатний вік |
| -------- | ------- | ------------------ | ---------------- | -------------------- |
| Чоловіки | 54      | 11                 | 31               | 12                   |
| Жінки    | 56      | 9                  | 27               | 20                   |
| Разом    | 110     | 20                 | 58               | 32                   |